# Saturn-Award-Verleihung 2008
Die 34. Saturn-Award-Verleihung fand am 24. Juni 2008 statt. Erfolgreichste Produktion mit drei Auszeichnungen wurde Verwünscht.

## Nominierungen und Gewinner

### Film
| Kategorie                               | Preisträger                                        | Film                                                       | Nominierungen |
| --------------------------------------- | -------------------------------------------------- | ---------------------------------------------------------- | --- |
| Bester Science-Fiction-Film             |                                                    | Cloverfield                                                | Fantastic Four: Rise of the Silver Surfer I Am Legend Mimzy – Meine Freundin aus der Zukunft Sunshine Transformers |
| Bester Horrorfilm                       |                                                    | Sweeney Todd – Der teuflische Barbier aus der Fleet Street | Zimmer 1408 30 Days of Night Ghost Rider Grindhouse Der Nebel |
| Bester Fantasyfilm                      |                                                    | Verwünscht                                                 | Der Goldene Kompass Harry Potter und der Orden des Phönix Pirates of the Caribbean – Am Ende der Welt Spider-Man 3 Der Sternwanderer |
| Bester Action-/Adventure-/Thriller-Film |                                                    | 300                                                        | Todeszug nach Yuma Das Bourne Ultimatum Stirb langsam 4.0 No Country for Old Men There Will Be Blood Zodiac – Die Spur des Killers |
| Bester internationaler Film             |                                                    | Tödliche Versprechen – Eastern Promises                    | Wächter des Tages – Dnevnoi Dozor Das Waisenhaus Goyas Geister 1 Mord für 2 Black Book |
| Bester Animationsfilm                   |                                                    | Ratatouille                                                | Die Legende von Beowulf Triff die Robinsons Shrek der Dritte Die Simpsons – Der Film Könige der Wellen |
| Beste Regie                             | Zack Snyder                                        | 300                                                        | Paul Greengrass für Das Bourne Ultimatum David Yates für Harry Potter und der Orden des Phönix Frank Darabont für Der Nebel Sam Raimi für Spider-Man 3 Tim Burton für Sweeney Todd – Der teuflische Barbier aus der Fleet Street |
| Bestes Drehbuch                         | Brad Bird                                          | Ratatouille                                                | Michael Gordon, Zack Snyder & Kurt Johnstad für 300 Roger Avary & Neil Gaiman für Die Legende von Beowulf Michael Goldenberg für Harry Potter und der Orden des Phönix Ethan und Joel Coen für No Country for Old Men John Logan für Sweeney Todd – Der teuflische Barbier aus der Fleet Street |
| Beste Spezialeffekte                    | Scott Farrar Scott Benza Russell Earl John Frazier | Transformers                                               | Chris Watts, Grant Freckelton, Derek Wentworth & Daniel Leduc für 300 Michael L. Fink, Bill Westenhofer, Ben Morris & Trevor Wood für Der Goldene Kompass Tim Burke, John Richardson, Paul J. Franklin & Greg Butler für Harry Potter und der Orden des Phönix John Knoll, Hal T. Hickel, Charles Gibson & John Frazier für Pirates of the Caribbean – Am Ende der Welt Scott Stokdyk, Peter Nofz, Spencer Cook & John Frazier für Spider-Man 3 |
| Beste Musik                             | Alan Menken                                        | Verwünscht                                                 | Tyler Bates für 300 Mark Mancina für Der Klang des Herzens John Powell für Das Bourne Ultimatum Nicholas Hooper für Harry Potter und der Orden des Phönix Jonny Greenwood für There Will Be Blood |
| Bestes Kostüm                           | Colleen Atwood                                     | Sweeney Todd – Der teuflische Barbier aus der Fleet Street | Michael Wilkinson für 300 Ruth Myers für Der Goldene Kompass Jany Temime für Harry Potter und der Orden des Phönix Penny Rose für Pirates of the Caribbean – Am Ende der Welt Sammy Sheldon für Der Sternwanderer |
| Bestes Make-Up                          | Ve Neill Martin Samuel                             | Pirates of the Caribbean – Am Ende der Welt                | Davina Lamont & Gino Acevedo für 30 Days of Night Shaun Smith, Mark Rappaport & Scott Wheeler für 300 Howard Berger, Gregory Nicotero & Jake Garber für Planet Terror Nick Dudman & Amanda Knight für Harry Potter und der Orden des Phönix Peter Owen & Ivana Primorac für Sweeney Todd – Der teuflische Barbier aus der Fleet Street |
| Bester Hauptdarsteller                  | Will Smith                                         | I Am Legend                                                | John Cusack für Zimmer 1408 Gerard Butler für 300 Viggo Mortensen für Tödliche Versprechen – Eastern Promises Johnny Depp für Sweeney Todd – Der teuflische Barbier aus der Fleet Street Daniel Day-Lewis für There Will Be Blood |
| Beste Hauptdarstellerin                 | Amy Adams                                          | Verwünscht                                                 | Ashley Judd für Bug Naomi Watts für Tödliche Versprechen – Eastern Promises Belén Rueda für Das Waisenhaus Helena Bonham Carter für Sweeney Todd – Der teuflische Barbier aus der Fleet Street Carice van Houten für Black Book |
| Bester Nebendarsteller                  | Javier Bardem                                      | No Country for Old Men                                     | David Wenham für 300 Ben Foster für Todeszug nach Yuma Justin Long für Stirb langsam 4.0 James Franco für Spider-Man 3 Alan Rickman für Sweeney Todd – Der teuflische Barbier aus der Fleet Street |
| Beste Nebendarstellerin                 | Marcia Gay Harden                                  | Der Nebel                                                  | Lena Headey für 300 Lizzy Caplan für Cloverfield Rose McGowan für Planet Terror Imelda Staunton für Harry Potter und der Orden des Phönix Michelle Pfeiffer für Der Sternwanderer |
| Bester Nachwuchsschauspieler            | Freddie Highmore                                   | Der Klang des Herzens                                      | Josh Hutcherson für Brücke nach Terabithia Dakota Richards für Der goldene Kompass Daniel Radcliffe für Harry Potter und der Orden des Phönix Rhiannon Leigh Wryn für Mimzy – Meine Freundin aus der Zukunft Alex Etel für Mein Freund, der Wasserdrache |

### Fernsehen
| Kategorie                             | Preisträger                    | Film                                         | Nominierungen |
| ------------------------------------- | ------------------------------ | -------------------------------------------- | --- |
| Beste Fernsehpräsentation             |                                | Family Guy für die Folge Blue Harvest        | The Company – Im Auftrag der CIA Fallen Masters of Science Fiction Tin Man – Kampf um den Smaragd des Lichts Battlestar Galactica: Razor Shrek – Oh du Shrekliche           |
| Beste Network-Fernsehserie            |                                | Lost                                         | Heroes Journeyman – Der Zeitspringer Pushing Daisies Supernatural Terminator: The Sarah Connor Chronicles                                                                   |
| Beste Syndication-/Kabel-Fernsehserie |                                | Dexter                                       | Die Zauberer vom Waverly Place Battlestar Galactica The Closer Kyle XY Saving Grace Stargate – Kommando SG-1                                                                |
| Beste internationale Fernsehserie     |                                | Doctor Who                                   | Meadowlands – Stadt der Angst Jekyll Life on Mars – Gefangen in den 70ern Robin Hood Torchwood                                                                              |
| Bester TV-Hauptdarsteller             | Matthew Fox                    | Lost                                         | Edward James Olmos für Battlestar Galactica Michael C. Hall für Dexter Kevin McKidd für Journeyman – Der Zeitspringer Matt Dallas für Kyle XY Lee Pace für Pushing Daisies  |
| Beste TV-Hauptdarstellerin            | Jennifer Love Hewitt           | Ghost Whisperer – Stimmen aus dem Jenseits   | Kyra Sedgwick für The Closer Evangeline Lilly für Lost Anna Friel für Pushing Daisies Holly Hunter für Saving Grace Lena Headey für Terminator: The Sarah Connor Chronicles |
| Bester TV-Nebendarsteller             | Michael Emerson                | Lost                                         | Erik King für Dexter Greg Grunberg für Heroes Masi Oka für Heroes Josh Holloway für Lost Terry O’Quinn für Lost                                                             |
| Beste TV-Nebendarstellerin            | Elizabeth Mitchell Summer Glau | Lost Terminator: The Sarah Connor Chronicles | Jennifer Carpenter für Dexter Jaime Murray für Dexter Hayden Panettiere für Heroes Jaimie Alexander für Kyle XY                                                             |

### Homevideo
| Kategorie                                        | Preisträger | Film                                                | Nominierungen |
| ------------------------------------------------ | ----------- | --------------------------------------------------- | --- |
| Beste DVD-Veröffentlichung                       |             | Das Cabinet des Dr. Caligari                        | Behind the Mask Driftwood The Man From Earth The Nines – Dein Leben ist nur ein Spiel White Noise 2: The Light |
| Beste DVD-Veröffentlichung eines Klassikers      |             | The Monster Squad                                   | Der Horror-Alligator Der dunkle Kristall Im Körper des Feindes Flash Gordon Der Hexenjäger |
| Beste DVD-Veröffentlichung einer Special-Edition |             | Blade Runner (für die Ultimate Collector’s Edition) | Big (für die Extended Edition) Unheimliche Begegnung der dritten Art (für die 30th Anniversary Version) Death Proof – Todsicher (für Grindhouse Presentation: Extended & Unrated) Pans Labyrinth (für die Platinum Series) Troja (für die Director’s Cut: Ultimate Collector’s Edition) |
| Beste DVD-Veröffentlichung einer Fernsehserie    |             | Heroes (für Staffel 1)                              | Eureka – Die geheime Stadt (für Staffel 1) Hustle – Unehrlich währt am längsten (für Staffel 2–3) Lost (für Staffel 3) Planet Erde (für die komplette BBC-Serie) Spooks – Im Visier des MI5 (für Volume 4–5)                                                                            |
| Beste DVD-Neuveröffentlichung einer Fernsehserie |             | Twin Peaks (für The Definitive Gold Box Edition)    | Planet der Giganten (für die komplette Serie) Kobra, übernehmen Sie (für Staffel 2–3) Verrückter wilder Westen (für Staffel 2–3) Great Performances (für die Episode Count Dracula) |

### Ehrenpreise
| Kategorie                  | Preisträger                       | Film | Nominierungen |
| -------------------------- | --------------------------------- | ---- | ------------- |
| Filmmaker’s Showcase Award | Matt Reeves                       |      |               |
| George Pal Memorial Award  | Guillermo del Toro                |      |               |
| Life Career Award          | Robert Halmi Sr. Robert Halmi Jr. |      |               |